# Jaroslav Škarvan
Jaroslav Škarvan (Plzeň, 1944. április 3. – 2022. június 21.) olimpiai ezüstérmes és világbajnok csehszlovák válogatott cseh kézilabdázó.

## Pályafutása
A Škoda Plzeň csapatában kezdte a pályafutását, majd átigazolt a Dukla Praha csapatához. Az 1967-es svédországi világbajnokságon aranyérmes lett a válogatottal. Az 1972-es müncheni olimpián az ezüstérmes csapat tagja volt.

## Sikerei, díjai
- Olimpiai játékok
  - ezüstérmes: 1972, München
- Világbajnokság
  - aranyérmes: 1967, Svédország